# Puchówka
Puchówka (deutsch Puchowken, 1929 bis 1945 Wiesenfelde) ist ein Dorf in der polnischen Woiwodschaft Ermland-Masuren, das zur Landgemeinde Wieliczki (Wielitzken, 1938 bis 1945 Wallenrode) im Powiat Olecki (Kreis Oletzko, 1933 bis 1945 Kreis Treuburg) gehört.

## Geographische Lage
Puchówka liegt im Osten der Woiwodschaft Ermland-Masuren, 14 Kilometer südöstlich der Kreisstadt Olecko (Marggrabowa, umgangssprachlich auch Oletzko, 1928 bis 1945 Treuburg).

## Geschichte
Im Jahre 1565 wurde das damals Rostey Wolli FSw, vor 1785 Rosteckwolly und bis 1929 Puchowken genannte Dorf gegründet. Im Jahr 1874 wurde es in den neu errichteten Amtsbezirk Nordenthal (polnisch Nory) eingegliedert, der – bei Änderung der Schreibweise des Ortsnamens in „Nordental“ im Jahr 1938 – bis 1945 bestand und zum Kreis Oletzko (1933 bis 1945: Kreis Treuburg) im Regierungsbezirk Gumbinnen der preußischen Provinz Ostpreußen gehörte. Im Jahre 1910 verzeichnete der Ort 262 Einwohner.
Aufgrund der Bestimmungen des Versailler Vertrags stimmte die Bevölkerung im Abstimmungsgebiet Allenstein, zu dem Puchowken gehörte, am 11. Juli 1920 über die weitere staatliche Zugehörigkeit zu Ostpreußen (und damit zu Deutschland) oder den Anschluss an Polen ab. In Puchowken stimmten 200 Einwohner für den Verbleib bei Ostpreußen, auf Polen entfiel keine Stimme.
Am 15. Juni 1929 wurde Puchowken in „Wiesenfelde“ umbenannt. Die Zahl der Einwohner belief sich im Jahr 1933 auf 229 und betrug 1939 noch 203.
In Kriegsfolge kam das Dorf 1945 mit dem gesamten südlichen Ostpreußen zu Polen und erhielt die polnische Namensform „Puchówka“. Es ist heute Sitz eines Schulzenamtes (polnisch sołectwo) und somit eine Ortschaft im Verbund der Gmina Wieliczki (Wielitzken, 1938 bis 1945 Wallenrode) im Powiat Olecki (Kreis Oletzko, 1933 bis 1945 Kreis Treuburg), vor 1998 der Woiwodschaft Suwałki, seither der Woiwodschaft Ermland-Masuren zugehörig.

## Religionen
Puchowken war bis 1945 in die evangelische Kirche Wielitzken in der Kirchenprovinz Ostpreußen der Kirche der Altpreußischen Union sowie in die katholische Pfarrkirche Marggrabowa (Treuburg) im Bistum Ermland eingepfarrt.
Heute gehört Puchówka katholischerseits zur Pfarrei Wieliczki im Bistum Ełk der Römisch-katholischen Kirche in Polen. Die evangelischen Einwohner halten sich zu den Kirchen in Ełk (Lyck) bzw. Suwałki in der Diözese Masuren der Evangelisch-Augsburgischen Kirche in Polen.

## Verkehr
Puchówka liegt östlich der Nebenstraße Wieliczki/DW 655–Wysokie/DK 16 und ist über Kleszczewo (Kleszöwen, 1936 bis 1938 Kleschöwen, 1938 bis 1945 Kleschen) auf einer Stichstraße zu erreichen. Ebenso besteht eine Landwegverbindung von der Nachbarortschaft Puchowica nach Puchówka. 